# Mérigny
Mérigny település Franciaországban, Indre megyében. Lakosainak száma 544 fő (2022. január 1.). Mérigny Fontgombault, Ingrandes, Lurais, Saint-Aigny, Sauzelles, Nalliers, Saint-Germain és Saint-Pierre-de-Maillé községekkel határos.

## Népesség
A település népességének változása:
| Lakosok száma | 767  | 570  | 563  | 571  | 538  | 533  | 537  | 540  | 541  | 544  |
|               | 1968 | 1982 | 1990 | 2006 | 2013 | 2015 | 2017 | 2019 | 2020 | 2022 |